# 東京都警
もしかして
- 警視庁

ではありませんか？